# Ratchet & Clank: Nexus
Ratchet & Clank: Nexus (Ratchet & Clank: Into the Nexus) è un videogioco platform per PlayStation 3, sviluppato da Insomniac Games e distribuito da Sony Computer Entertainment. È il penultimo capitolo della saga "Future" (sottotitolo nella versione originale), inoltre è l'ultimo gioco della serie per PS3. Il gioco in Italia venne distribuito il 22 novembre 2013 per PS3.

## Trama
Il gioco si apre con Ratchet e Clank mentre scortano una strana e pericolosa supercriminale, chiamata Vendra Prog, al penitenziario di Vartax, dove avrebbe scontato una quintupla condanna a vita per un assalto violento alle Pollyx Industries e il rapimento del suo amministratore delegato. Dietro richiesta di Talwyn Apogee, Ratchet e Clank svegliano Cronk e Zephyr prima di svegliare Vendra dal criosonno tuttavia dopo una serie di peripezie Vendra riesce a fuggire grazie all'intervento di suo fratello Neftin Prog e ai Thugs-4-Less e in seguito fa esplodere la nave, Ratchet e Clank, al contrario di Cronk e Zephyr che muoiono nell'esplosione, si salvano e raggiungono il pianeta Yerek. Su questo pianeta i due contattano Talwyn per comunicarle la brutta notizia.
Nonostante gli avvertimenti di Talwyn e la richiesta di tornare a Meridian City, Ratchet e Clank decidono di restare nel settore di Zarcov, scopriranno in seguito che quel settore venne abbandonato vent'anni prima perché si diceva fosse infestato da fantasmi. Su questo pianeta Clank riceverà un nuovo potenziamento che gli permetterà di raggiungere l'Antiverso per sbloccare alcuni passaggi altrimenti inaccessibili. Ratchet e Clank scoprono che Neftin e Vendra sono originari di Yerek e che Vendra vuole liberare "Mr. Occhio", il capo degli Anti, i fantasmi che infestano il settore, costruendo un altro dimensionatore. Mr Occhio nota la presenza del Lombax e così gli scatena contro gli Anti tuttavia Qwark arriva giusto in tempo con Aphelion per salvare il duo che si dirige verso Silox per sventare il piano di Vendra. Giunti su questo pianeta tentano di ragionare con Vendra ma questa manda suo fratello Neftin ad ostacolarli. Ratchet e Clank sconfiggono Neftin ma non riescono a fermare Vendra che libera Mr. Occhio che la tradisce e la imprigiona nell'Antiverso.
Dopo la fuga di Mr. Occhio, Ratchet si reca su Thram dove stringe un patto con Neftin, in cambio dell'aiuto per liberare sua sorella i due criminali dovranno costituirsi. In seguito lo scenario si sposta a Meridian City, su Igliak, dove Ratchet ruba dal museo di storia intergalattica il dimensionatore. Poco dopo Mr. Occhio e gli Anti attaccano la città. Mentre Ratchet combatte Mr. Occhio distraendolo, Clank si reca nell'Antiverso per liberare Vendra. Stordito Mr. Occhio, grazie a Vendra gli Anti insieme al loro leader vengono nuovamente confinati nell'Antiverso, Neftin obbliga Vendra a costituirsi come pattuito. Nella scena finale si vedono Ratchet e Clank seduti nel museo di storia intergalattica. Il dimensionatore è inutilizzabile, Clank chiede a Ratchet se volesse utilizzarlo per cercare la sua vera casa, ma Ratchet con l'aria un po' sconsolata e allo stesso tempo ottimista risponde dicendo che ormai quella era casa sua, insieme a Clank e Talwyn. Mentre Ratchet si appresta a raggiungere Talwyn, Clank prende il dimensionatore, intento a farci qualcosa. Nella scena dopo i titoli di coda si vedono i fantasmi di Cronk e Zephyr nel museo nell'ala a loro dedicata, battibeccando come loro solito.

## Modalità di gioco
Ratchet & Clank: Nexus è un gioco platform adventure in giocatore singolo. In questo capitolo della serie sono stati introdotti alcuni cambiamenti ambientali tra cui i terremoti che influenzano notevolmente il gameplay. Il gameplay di questo gioco si rifà ai vecchi capitoli della saga, con armi sempre più fantasiose e una telecamera in 3° persona. Alcuni gadget permettono di sperimentare l'assenza di gravità. I puzzle che dovrà risolvere Clank coinvolgono anche la gravità e permettono al giocatore di controllare il robottino in diversi modi per completare i livelli in una realtà alternativa nota come Antiverso e ricorda un puzzle di azione 2D. Inoltre anche in questo capitolo permette a Ratchet di utilizzare l'elizaino. 
Il gioco è ambientato nella galassia Polaris, in tre distinti settori: Cerullean, Zarkov e Praxus. È possibile esplorare 5 pianeti e scegliere percorsi o visitare aree opzionali. Alcune zone possono essere esplorate in qualsiasi ordine il giocatore decida.
Nel gioco sono presenti punti abilità, trucchi (che non influenzano le ambientazioni o la difficoltà) e bolt d'oro. Per poter acquistare nuove armi bisognerà racimolare bolt uccidendo nemici o rompendo casse. Il Raritanium può essere utilizzato per aggiornare le armi con nuovi potenziamenti. Ogni arma si potenzia con l'uso. Ratchet & Clank: Into the Nexus include elementi tipici di precedenti capitoli come il combattimento nell'arena e nuove armature, i rivenditori GrummelNet, un'area di tiro che permette di provare le armi prima di acquistarle, simile al ponte VR in Ratchet & Clank 3.
Il sistema di controllo è simile a quello utilizzato in Ratchet & Clank: QForce, anche se tende ad avvicinarsi a quello dei precedenti giochi della serie. Vi è un'area simile al Museo Insomniac. Ci sono tre diversi livelli di difficoltà (cadetto, eroe, leggenda) e una modalità sfida una volta terminato il gioco.
Non mancano le armi storiche di Ratchet come l'Ominblaster. Una delle armi si chiama "la scatola degli incubi" e quando estratta spaventa i nemici, costringendoli alla fuga o ad attaccare la scatola, esponendoli quindi al fuoco di Ratchet. Un'altra arma, il Repulsor, sospende i nemici a mezz'aria, offrendo quindi anch'essa un'opportunità per l'attacco indisturbato da parte del nostro eroe. Ratchet & Clank: Nexus vanta inoltre due tipi di granate: la Vortex e la Fusion. La prima genera dei buchi neri che sollevano i nemici nelle vicinanze e li frulla in giro, lasciandoli quindi alla mercé del giocatore (è ottima anche per stanare i nemici da torrette e posizioni difensive). La seconda ha un effetto un po' più diretto: si tratta di un esplosivo lanciato con traiettoria ad arco, che provoca danni a raggio particolarmente ampio. Il Winterizer trasforma tutti i nemici colpiti in pupazzi di neve. Ma ci sono anche nuovi gadget, come per esempio il Grav Tether. Ratchet può utilizzarlo per applicare portali in giro per gli ambienti, creando punti di passaggio che lo trasportano da una zona all'altra.

## Personaggi
In Ratchet & Clank: Nexus c'è il ritorno di alcuni personaggi storici come il capitano Qwark, Cronk, Zephyr e Talwyn. Tornano perfino i Thug-4-Less di Ratchet & Clank: Fuoco a volontà. Tra i personaggi principali troviamo comunque:
- Ratchet: È un grande eroe galattico proveniente dalla galassia di Solana e un eccellente meccanico anche se la sua professione è salvare l'universo dai mali più terribili.
- Clank: L'amico robotico di Ratchet, co-protagonista della serie.
- Talwyn Apogee: Figlia dell'esploratore galattico Max Apogee, Talwyn si è arruolata nelle Forze di difesa di Polaris e ha fatto strada diventando il capitano Talwyn Apogee. Talwyn ha un forte legame di amicizia nei confronti di Ratchet e Clank è risoluta e coraggiosa, nonostante la drammatica scomparsa del padre.
- Mr. Occhio: è il boss finale del gioco. È un anti cyborg gigante, potente capo degli Anti. Soprannominato Mr. Occhio da Vendra, la quale sembra essere l'unica in grado di comprendere la sua lingua sconosciuta.
- Vendra Prog: è l'antagonista principale del gioco. È una supercriminale galattica, non si sa nulla delle sue origini o dei suoi poteri ma di certo non è una tipa amichevole, ma è totalmente folle, spietata, pericolosa, senza scrupoli, beffarda, ingannevole e alquanto intelligente.
- Neftin Prog: Il fratello gemello di Vendra molto bravo nell'acquisire informazioni. Sebbene non sia un'efferata mente criminale, al fianco di vendra è letale anche se non si direbbe. È disposto a tutto pur di proteggere sua sorella.
- Cronk e Zephir: Sono i due vecchi robot da guerra di Talwin Apogee, matti, affiatati e letali, sebbene litighino di continuo tra loro.

## Doppiaggio
| Personaggio      | Doppiatore originale   | Doppiatore italiano |
| ---------------- | ---------------------- | ------------------- |
| Ratchet          | James Arnold Taylor    | Alessandro Rigotti  |
| Clank            | David Kaye             | Aldo Stella         |
| Talwyn Apogee    | Ali Hillis             | Cinzia Massironi    |
| Capitano Qwark   | Jim Ward               | Gianni Gaude        |
| Vendra Prog      | Nika Futterman         | Loretta Di Pisa     |
| Neftin Prog      | Fred Tatasciore        | Mario Zucca         |
| Zephir           | Paul Eiding            | Riccardo Peroni     |
| Cronk            | Dan Hagen              | Marco Balzarotti    |
| Idraulico        | Jess Harnell           | Andrea De Nisco     |
| Pollyx           | Richard Steven Horvitz | Oliviero Corbetta   |
| Stone Stonefield | David Kaye             | Alberto Olivero     |

## Colonna sonora
Il compositore per Ratchet & Clank: Into the Nexus è Michael Bross che ha composto la musica utilizzata nel trailer di annuncio. La colonna sonora è orchestrale con elementi spooky per andare in tema con alcune aree infestate. La musica per il boss finale è divisa in tre pezzi e alcuni temi provengono dalle colonne sonore di precedenti episodi della serie. Alcuni pezzi della colonna sonora sono stati registrati da una performance live orchestrata a Nashville.

## Sviluppo
Brian Allgeier, veterano di Insomniac Games e creatore della serie Ratchet & Clank, ha spiegato che, dopo aver lavorato su Fuse, “era ora di tornare alla serie principale”.
Ratchet & Clank: Tutti per uno e QForce hanno ricevuto apprezzamenti e critiche in egual misura, ma di sicuro nessuno dei due era un vero e proprio Ratchet & Clank classico. Allgeier ha voluto anche puntualizzare che comunque, realizzare due giochi rispettivamente “per famiglie” e “competitivo” è stato bello, perché ha permesso al team di “lavorare su qualcosa di differente”.
Ma con Ratchet & Clank: Nexus si torna in direzione “vecchia scuola”. In particolare, Allgeier ci tiene che “Ratchet torni ad essere Ratchet”. Per ottenere questo risultato, il team si è impegnato a lavorare su un livello-prototipo, che ha definito “palestra nella giungla”, all'interno del quale sperimentare con Ratchet per dargli il giusto feeling. Quanto imparato in questa fase è stato poi iniettato nel nuovo progetto.
I primi annunci del gioco sono apparsi il 9 luglio 2013 quando sono stati pubblicati dei post sui Thug-4-Less. La conferma ufficiale è arrivata l'11 luglio con la pubblicazione del trailer. Il gioco è stato distribuito il 12 novembre 2013 in Nord America e il 20 novembre 2013 nella maggior parte delle regioni PAL, sulla PlayStation 3 sia in versione digitale, sia su disco blu-ray. È stato distribuito il 6 novembre, 2013 in Australia, il 15 novembre 2013 nel Regno Unito e nella Repubblica d'Irlanda, 21 novembre 2013 in Spagna, il 22 novembre 2013 in Italia. In Giappone è stato distribuito il 6 dicembre dello stesso anno. Durante lo sviluppo Insomniac ha cercato di realizzare il gioco basandosi il più possibile sui vecchi giochi di Ratchet & Clank.
Le sezioni 2D giocabili con Clank sono state ispirate da un concetto di trasformare Clank in ombra. Il direttore creativo di Insomniac Games Brian Allgeier utilizzò una lavagna per dimostrare i cambiamenti di gravità di Clank così in seguito fu realizzato l'Antiverso.
La trama mantiene l'umorismo della serie, ma in alcuni punti diventa più macabra. Il gioco riprende la timeline della serie dove l'avevamo lasciata concludendo la saga con il capitolo Nexus la cui trama è stata scritta da TJ Fixman.
Il titolo è pressoché identico ad un gioco pensato nel 2006 da Insomniac Games intitolato Ratchet & Clank: NEXUS ma mai portato a termine. Non ci sono altri elementi in comune tra i progetti. Un altro titolo possibile del gioco nella fase di pre-produzione era: Ratchet & Clank: Into the Nether Regions.

## Accoglienza
Ha ottenuto un punteggio di 76/100 sul sito metacritic mentre gli utenti l'hanno valutato 8,6/10. Spaziogames invece ha espresso un punteggio di 7,5 su 10. IGN ha espresso un voto di 8,2. Per GameInformer il giudizio è stato un 8.

## Ratchet & Clank: Before the Nexus
È stata sviluppata un'applicazione mobile, Ratchet & Clank: Before the Nexus che permette ai giocatori di guadagnare Raritanium per potenziare le armi in Ratchet & Clank: Into the Nexus. L'app è disponibile per Android e iOS.